# José María Fernández de la Hoz Gómez
José María Fernández de la Hoz Gómez (Madrid, 19 de març de 1812 - 27 de gener de 1887) fou un jurista i polític espanyol, ministre durant el regnat d'Isabel II d'Espanya.

## Biografia
Llicenciat en dret, fou fiscal en l'Audiència de Madrid i del Tribunal Suprem de Marina i Guerra. Fou diputat a Corts Espanyoles per primer cop el 1844 per Madrid, i ho fou el 1846, 1850 i 1857 per Ciudad Real, el 1863 per Pontevedra i el 1865 per Madrid. Va ocupar temporalment el ministeri de Gràcia i Justícia de gener a juny de 1858 sota la presidència de Francisco Javier de Istúriz.
A les eleccions generals espanyoles de 1871 fou elegit diputat per Torrelaguna (Madrid) i a les d'abril de 1872 ho fou per la Vila Joiosa. Encara que en els primers anys de la restauració borbònica va donar suport Cánovas del Castillo, finalment ingressà al Partit Liberal Fusionista, amb el que fou escollit senador per la província de Lleida el 1876-1877 i senador vitalici des de 1877. Posteriorment fou president de la Reial Acadèmia de Jurisprudència i Legislació.